# Lycos
Lycos是一家互联网搜索引擎公司和门户网站，為Kakao旗下公司。

## 历史
最早诞生于1994年麦克·马丁博士（Dr. Michael Mauldin）在卡梅大学的一个搜索项目，当时的Lycos搜索引擎被用于该校的数字图书馆工程。“Lycos”是Lycosidae（一种很善于捕捉猎物的狼蛛）的缩写。
在Lycos搜索引擎被开发后不久，Lycos公司成立了，波士顿人鲍勃·戴维斯（Bob Davis）任当时的CEO。随后鲍勃·戴维斯将Lycos总部从匹兹堡迁至马萨诸塞州，并致力于将Lycos建设成一个以广告作为收入来源的门户网站。
1996年公司成功上市，尽管盈利并不多。Lycos在1998年收购了提供个人网站空间的著名站点Tripod.com，提供搜索人的服务和电子邮件站点WhoWhere，连线新闻（已轉賣予连线）、Gamesville、Quote.com、Angelfire、Matchmaker.com以及RagingBull.com。
Lycos在2000年10月以125亿美圆的价格被泰若网络（Terra Networks）并购。泰若网络是西班牙电信公司Telefónica的子公司。合并后的公司更名为泰若-Lycos（Terra Lycos）。
Lycos在2002年逐渐衰落，它在搜索引擎市场和门户网站上的优势地位分别被Google和Yahoo取代。
2004年8月2日，泰若网络宣布以9540万美圆价格出售Lycos给韩国的Daum（Kakao前身）信息技术公司，尚不及当初买下时价格的1%。2004年10月交易完成，公司名称被重新改回Lycos，泰若网络余下的业务半数被Telefónica接管。
2006年初，一个全新的运营团队开始管理Lycos。

## Lycos旗下站点
- Angelfire，提供免费及付费主页空间的网站 （页面存档备份，存于）
- Gamesville，在线游戏网站 （页面存档备份，存于）
- GetRelevant，线上广告站点 （页面存档备份，存于）
- Hotbot，Lycos旗下的一个搜索引擎 （页面存档备份，存于）
- HtmlGear，提供网站留言版等服务的站点 （页面存档备份，存于）
- Tripod，提供免费及付费主页空间的网站 （页面存档备份，存于）
- Webmonkey，网站建设帮助及指南 （页面存档备份，存于）
- 网页开发资源[永久]
- Wired.com，《Wired》杂志的官方网站 （页面存档备份，存于）
- WhoWhere，提供搜索人的服务 （页面存档备份，存于）

### Lycos子站点
- 互联网域名服务 （页面存档备份，存于）
- 免费邮件服务，提供5M的免费邮箱及最高125M的付费邮箱，但其网站宣称即将推出新版本 （页面存档备份，存于）

- 自动信息摘要服务

## 註腳
1. ↑  . e27.co. August 10, 2015  [2024-02-11]. （原始内容存档于2024-04-08）.
2. ↑  Pahwa, Nikhil. . MediaNama (India). August 16, 2010  [August 17, 2010]. （原始内容存档于2023-12-02）.
3. ↑  . Lycos.com. May 11, 2023  [2024-02-11]. （原始内容存档于2024-05-28）.